# Antoni Tymoteusz Stadnicki
Antoni Tymoteusz Ignacy Stadnicki herbu Szreniawa bez Krzyża (ur. 25 stycznia 1774 w Łososinie Dolnej, zm. 11 maja 1820 w Krakowie) – polski ziemianin, działacz edukacyjny i sejmowy w Księstwie Warszawskim i Wolnym Mieście Krakowie, mason.
Był jedynym synem Feliksa Stadnickiego kawalera Orderu św. Stanisława, od 1789 hrabiego austriackiego i Kunegundy Ożarowskiej. Nabył Czulice koło Krakowa. W 1809 zaangażował się w działalność nowych struktur administracyjnych, tworzonych po przyłączeniu do Księstwa Warszawskiego części z dawnego zaboru austriackiego. Został radcą Wydziału Edukacyjnego cyrkułu krakowskiego. 
W 1812 występował jako radca departamentu krakowskiego z powiatu hebdowskiego, 23 września 1814 jako radca Rady Departamentowej witał w imieniu obywateli Krakowa cesarza Aleksandra I zmierzającego przez Kraków do Wiednia. Wraz ze swoim imiennikiem Antonim Stadnickim ze Żmigrodu został 15 listopada 1816 powołany na członka honorowego Krakowskiego Towarzystwa Naukowego. 
W 1817 wybrano go na posła na sejm Wolnego Miasta Krakowa. W styczniu 1818, jako reprezentant gminy Kościelniki został asesorem marszałka Izby, potem wszedł do komisji legislacyjnej, pracującej nad nowym kodeksem praw. Z ramienia sejmu został delegatem Zgromadzenia Reprezentantów w powołanej 16 czerwca 1818 Wielkiej Radzie UJ. Był także członkiem i fundatorem powstałego w 1818 Towarzystwa Przyjaciół Muzyki. W styczniu 1820 brał jeszcze udział w posiedzeniach sejmu, przewodnicząc komisji skarbowej, zmarł 11 maja. Czulice po jego śmierci zlicytowano. 
Był żonaty z Anną Magdaleną Teresą hr. Męcińską herbu Poraj, z którą miał córkę Teofilę oraz czterech synów: Tomasza Adama (1793 - zginął w  1812 pod Możajskiem), Ignacego Euzebiusza Edwarda, (ur. 1795), Franciszka Salezego (Seweryna) (1801 -1862) oraz Henryka.